# 乔尔纳亚河 (韦斯利亚纳河)
喬爾納亞河是俄羅斯的河流，由彼爾姆邊疆區和科密共和國負責管轄，屬於韋斯利亞納河的右支流，河道全長149公里，流域面積約1,800平方公里。